# Burg Strassberg
O Burg Strassberg é um castelo suíço, actualmente em ruínas, que se localiza em Malix, Cantão de Grisões.

## Localização
Isso nao vai ajudar ;P consolidadas.

## Nome
O nome do castelo aparece no século XIII com várias grafias: por exemplo, em 1253 é referido como O. de Strazperc, em 1259 de Straceberch e em 1260 de Strasberch. 
Em 1275, o castelo aparece ainda com uma outra denominação: castrum dictum Strasceberch. O nome está relacionado, sem dúvida, com a importante estrada, desde os tempos antigos, que ligava Roma com a Alemanha. O castelo é ainda mencionado várias vezes por causa da estrada da alfândega (Strassenzoll), sendo citada em 1413 ainen zol under dem huse ze Strasberch .

## História

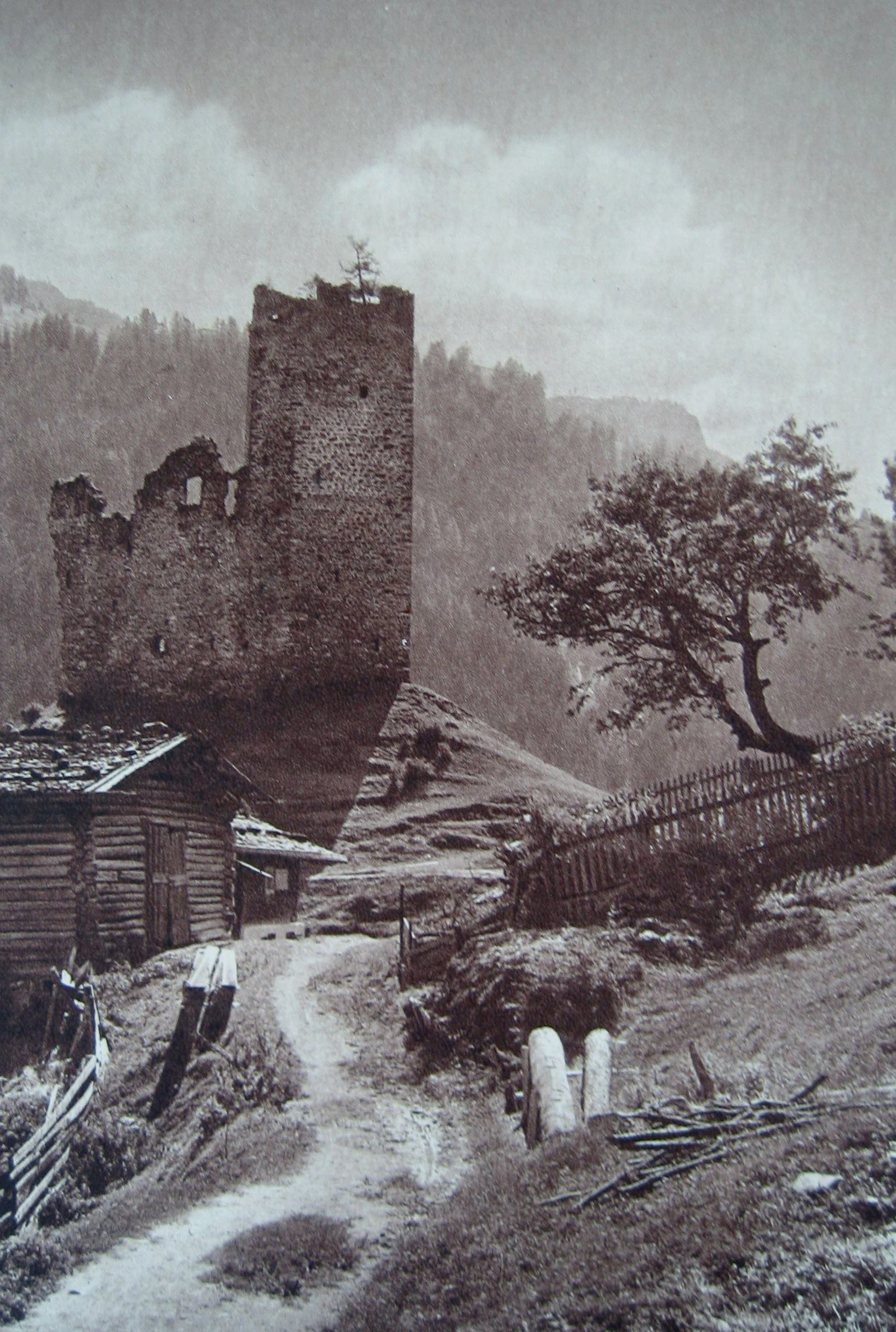
As ruínas do Burg Strassberg em 1937.

Não existem registos confiáveis dobre as origens do castelo. As partes mais antigas datam, provavelmente, de 1200. A reconstrução do edifício e a construção da torre ocorreu no século XIII. O Burg Strassberg foi a sede dos Senhores de Strassberg, facto atestado com Otto, pela primeira vez, em 1253. 
Em 1275, o castelo pertencia aos Barões de Vaz, tendo Walter V. von Vaz decidido que no caso de falecer sem herdeiros os seus bens seriam transferidos para o convento de Churwalden. Walter havia dado o castelo à sua esposa, Liutgard von Kirchberg, como presente de casamento. Continua incerto quando e como o forte foi parar às mãos dos Vaz. É possível que o castelo tenha sido o centro dum pequeno domínio independente e só mais tarde tenha pertencido aos Vaz. Também é possível que tenha sido construído pelos Vaz e, mais tarde, transferido para uma linhagem de ministeriais que recebeu o nome a partir da fortaleza de Strassberg. De qualquer forma, em 1295 os Senhores de Strassberg eram ministeriais dos Vaz. Devido à sua localização nas rotas de passagem e à sua proximidade com o mosteiro de Churwalden, onde os Vaz tinham a sua sepultura, Strassberg desempenhou um papel importante para aquela família.
Não se sabe quanto tempo os Senhores de Strassberg tiveram assento no castelo. Após a extinção dos Vaz, ocorrida em 1339, o castelo passou, por herança, para Kunigunde von Vaz e para o seu marido, Frederico V de Toggenburg. Abaixo do castelo funcionava um posto aduaneiro, provavelmente construído pelos Toggenburg, que foi transferido contra sua vontade, em 30 de Abril de 1348, pelo Imperador Carlos IV para o Bispo de Chur, mas que lhe foi retirado nesse mesmo ano.

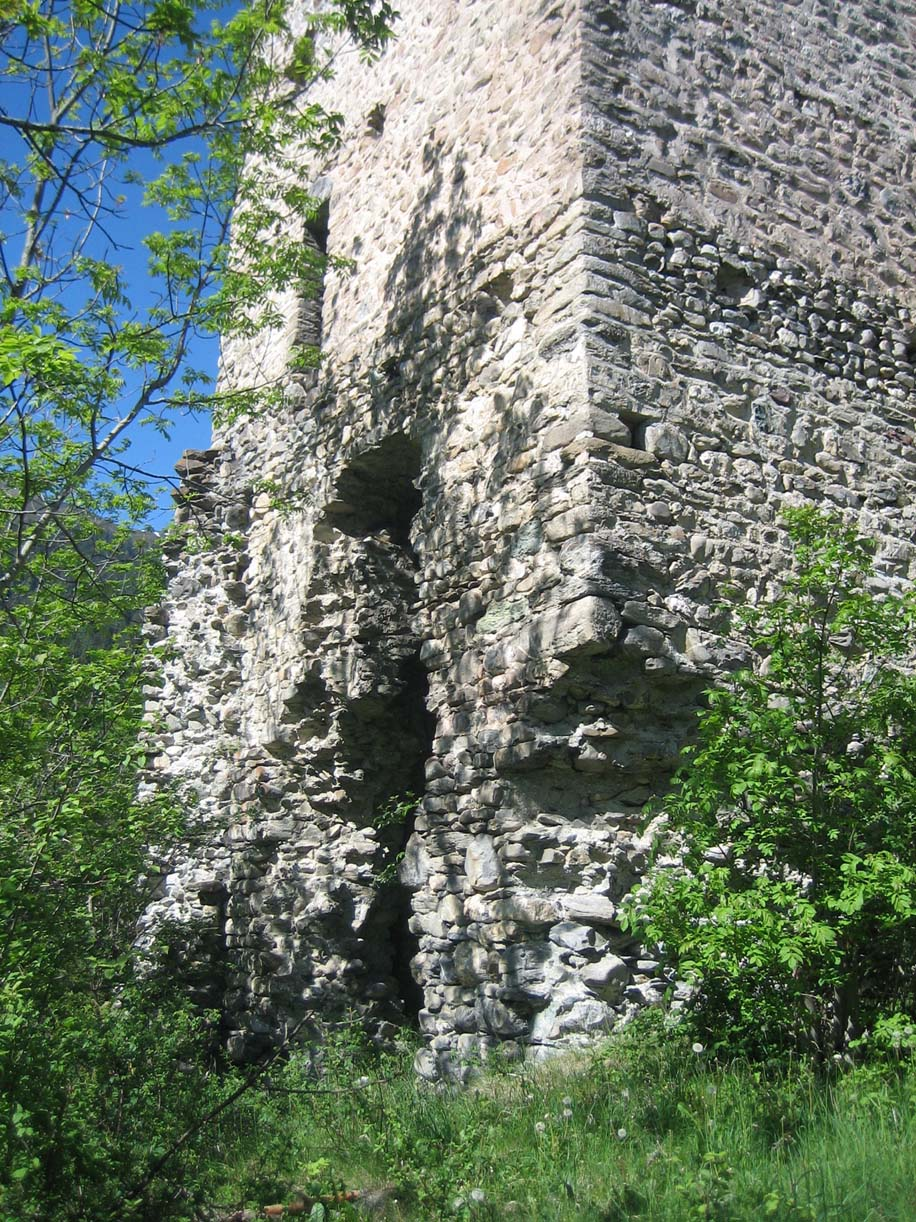
Acesso à torre com entrada alta.

Após a morte do último Toggenburger, ocorrida em 1436, Strassberg passou para o Conde Wilhelm IV de Montfort-Tettnang. Tal com os Toggenburg, também os Montfort deixaram a administração do castelo a cargo dos oficiais de justiça da elite rural. Após a carta de libertação dos Montfort para o tribunal de Churwald, datada de 1441, Strassberg passou a ser uma terra aberta (offenn und gewertig), assim como após a carta de libertação de Gaudenz de Matsch, datada de 1471. Além disso, o castelo só podia ser ocupado por vontade e recomendação do proprietário das terras. De acordo com uma lista de renda, datada de 1451, o buw ze Strassberg (castelo e propriedade) paga 30 scheffels (antiga medida) de trigo.
Mais tarde, por falta de dinheiro, o castelo passou para a Casa de Habsburgo, até que foi vendido, em 1471, pelo Duque Sigismund ao Vogt Ulrich de Matsch. Apenas seis anos passados, o duque comprou a propriedade de volta. Em 1491, o etwas pawuellig (algo degradado) Schloss Strassberg deve ser reparado pelo Vogt. O último Vogt austríaco tomou ali assento durante a Guerra dos Suabos. Uma vez que os grisões queriam evitar a presença duma base militar austríaca no seu território, invadiram e queimaram o forte no dia 5 de Março de 1499. 
No século XVI o castelo estava em ruínas e a sua decadência foi acelerada pela exploração duma pedreira. Em 2008/2009, as ruínas foram sujeitas a obras globais de restauro.

## Descrição

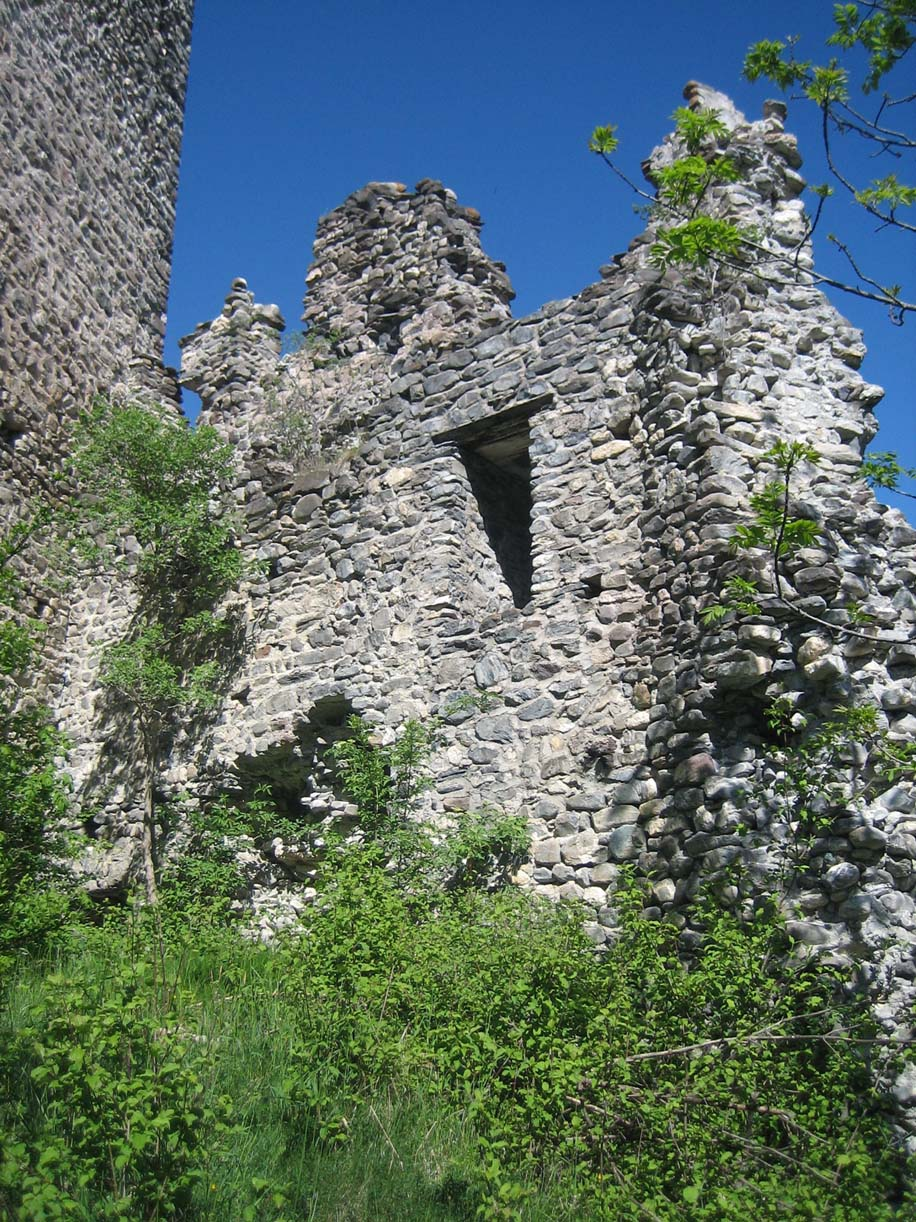
Ruínas do palácio adjacente à torre.

No terraço abaixo do castelo principal existia um amplo espaço de entrada (vorburg) com muralhas de cerco, embora no presente dificilmente se encontrem quaisquer vestígios dessa área. Abaixo do actual caminho pode adivinhar-se um portão exterior.
O castelo principal na colina foi construído em duas etapas. Dos tempos antigos provêm os restos dum recinto de execução irregular com a alvenaria a ligar escombros e pedregulhos. A esquina da parede no lado da montanha possui seteiras com o ângulo de disparo inclinado sobre a estrada. As aberturas das janelas pertencem à construção original. Bancos nas paredes e restos duma latrina indicam uma ala residencial instalada posteriormente no interior do castelo.

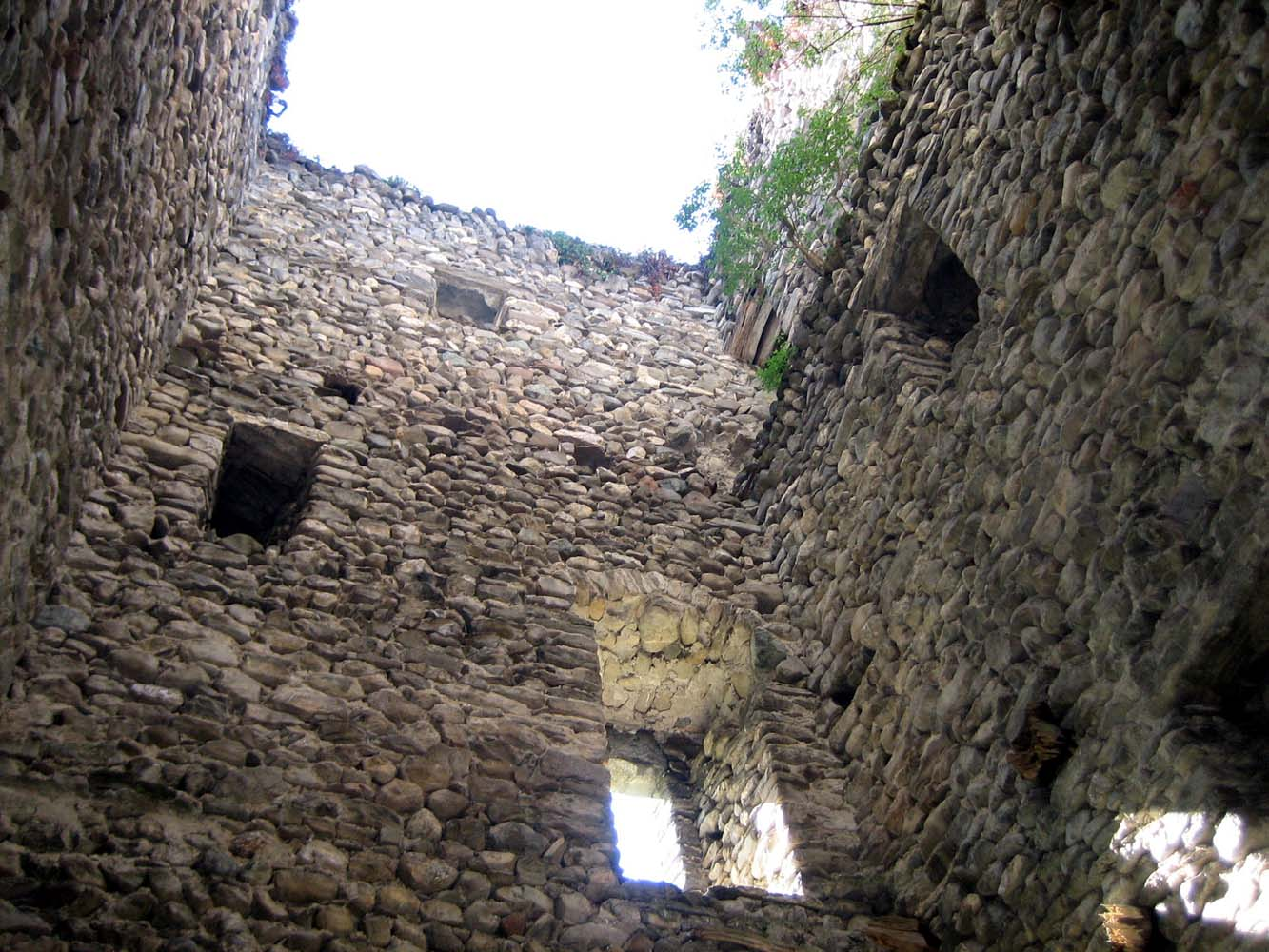
Interior da torre.

Com origem numa fase de construção posterior, enconta-se uma torre quadrada na esquina da muralha do lado da montanha, cujas paredes exteriores foram colocadas na fuga da muralha de cintura. Com base os buracos das traves, reconhecem-se quatro pisos, assim como os espaço do telhado e o entrepisos. A entrada alta fica no lado sul do segundo andar, acima das grandes brechas abertas mais tarde. Os espaços residenciais encontravam-se nos terceiro e quarto andares. No canto noroeste existe uma latrina, sendo possível identificar uma inclinação destinada ao escoamento. No quarto andar, uma saída conduzia a um caramanchão. A extremidade superior formava um parapeito onde se afixava um telhado em forma tenda.
Como parte desta extensão, a muralha foi elevada em um piso na subsequente parte leste, sendo as ameias muradas claramente visíveis. Perto da torre existia uma janela de latrina em alvenaria com consolas em madeira.
Das restantes partes do castelo principal dificilmente se conseguem ver vestígios. Na muralha de cintura do lado da montanha alonga-se um pequeno zwinger, devendo-se esta estrutura a uma expansão posterior. As ligações estruturais entre o castelo principal (hauptburg) e o espaço de entrada (vorburg) são pouco claras.

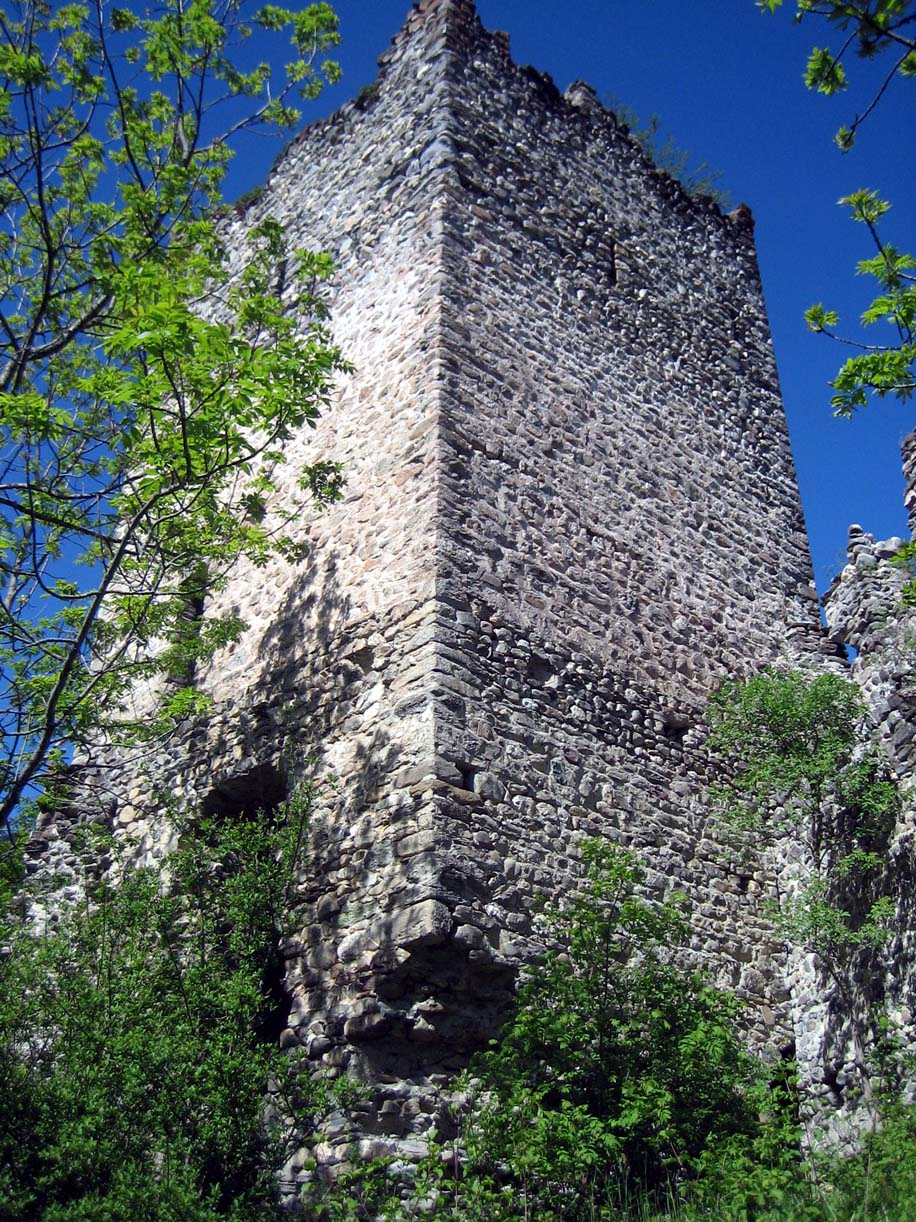
torre vista de leste.
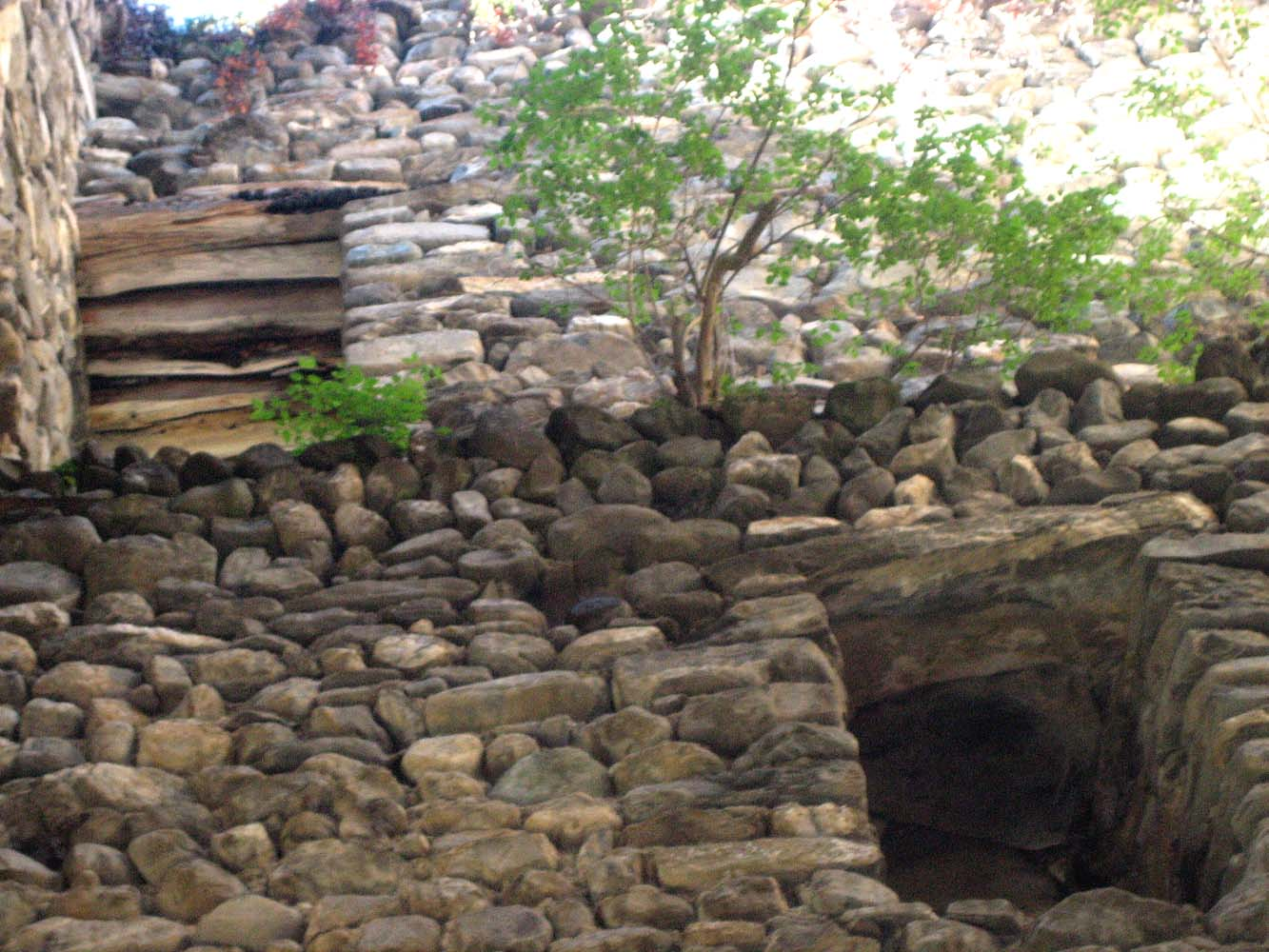
Interior da torre
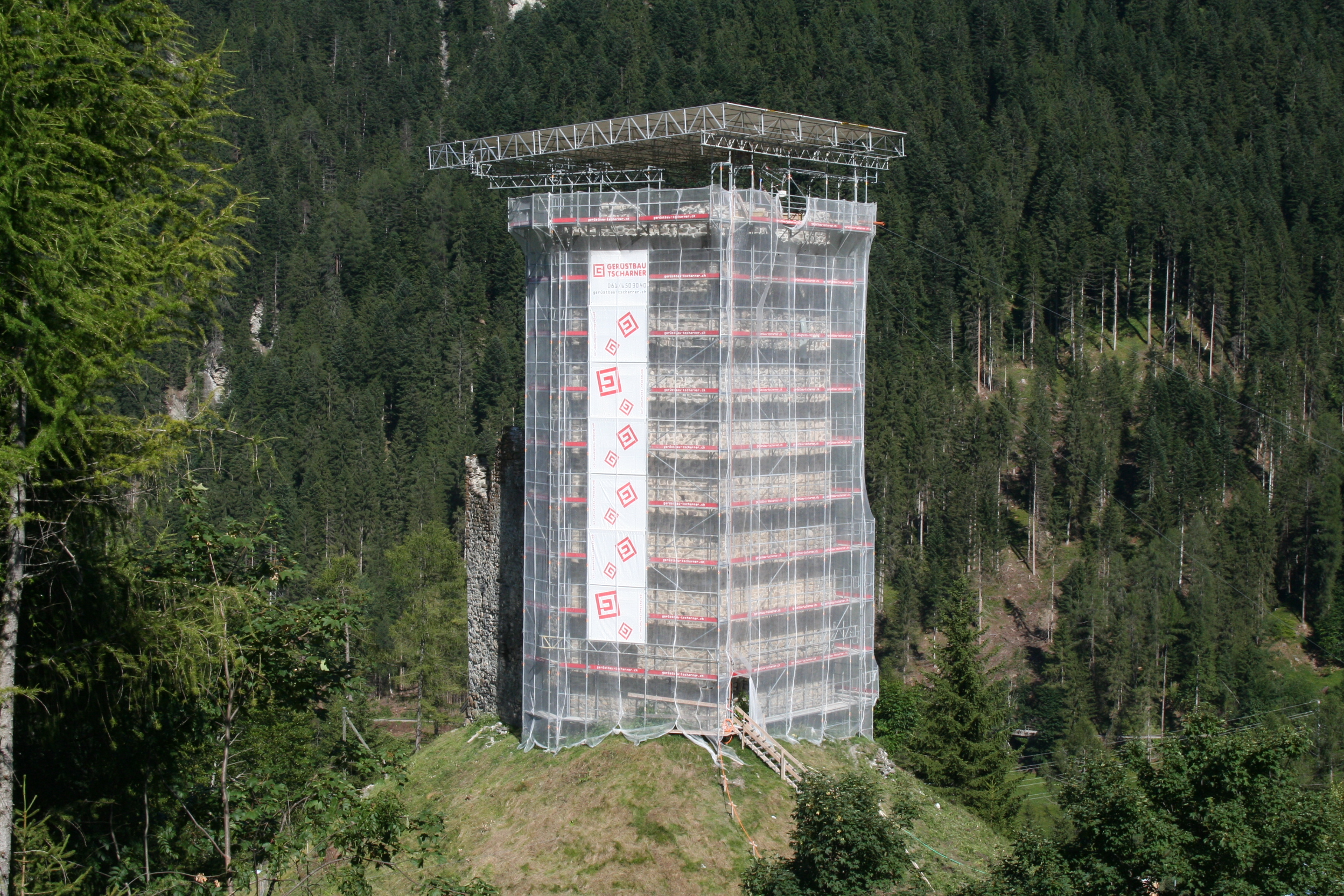
O Burg Strassberg no verão de 2008, durante as obras de restauro e consolidação